# Taking Back Sunday
Taking Back Sunday är en amerikansk rockgrupp från Amityville, Long Island, New York, bildad 1999. Bandet har fyra bandmedlemmar, sångaren Adam Lazzara, gitarristen John Nolan, basisten Shaun Cooper och trummisen Mark O'Connell. Taking Back Sunday har släppt sju studioalbum, där den mest kända, Louder Now, har sålts i 900 000 exemplar. Bandet har även gjort 12 singel-skivor, fyra EP-skivor, och ett livealbum som skapades tillsammans med grupperna Angels & Airwaves, Head Automatica och The Subways.

## Historia
När Taking Back Sunday bildades år 1999 var det endast en av de nuvarande medlemmarna som spelade i bandet, nämligen Eddie Reyes som även då var gitarrist. De övriga medlemmarna i bandet var då Antonio Longo (sångare), Jesse Lacey (basgitarr och bakgrundssång), John Nolan (gitarrist), och Steven DeJoseph (trummis). Bandets första lansering var Taking Back Sunday EP, men under inspelningen av skivan så skedde en rad förändringar. Jesse Lacey valde att lämna bandet för att spela i rockbandet The Rookie Lot och Steven DeJoseph valde också att sluta spela i Taking Back Sunday, istället fick Adam Lazzara ersätta Lacey och Mark O'Connell fick ta över DeJosephs plats som trummis i bandet. Dessa förändringar har gjort så att Steven DeJoseph spelar trummor i två av låtarna på EP-skivan, medan Mark O'Connell spelar trummor i resten.
Inför bandets första albumlansering skedde, även då, en rad förändringar. Antonio Longo fick lämna bandet och Adam Lazarra tog över hans plats som förstasångare, Shaun Cooper rekryterades även till bandet där han fick spela bas.
År 2003 var bandet nära att splittras efter att både John Nolan (gitarrist och bakgrunds-sångare) och Chaun Cooper (basist) hade lämnat Taking Back Sunday för att skapa indierockgruppen Straylight Run.

## Diskografi

### Studioalbum
| Album                 | Lanseringsdatum | Lanseringsproducent | Inspelad                | Längd | Skivbolag            |
| --------------------- | --------------- | ------------------- | ----------------------- | ----- | -------------------- |
| Tell All Your Friends | 26 mars 2002    | Sal Villanueva      | Jersey City, New Jersey | 33:46 | Victory Records      |
| Where You Want To Be  | 27 juli 2004    | Lou Giordano        |                         | 43:22 | Victory Records      |
| Louder Now            | 25 april 2006   | Eric Valentine      | Hollywood, Kalifornien  | 45:38 | Warner Bros. Records |
| New Again             | 12 juli 2009    | Eric Valentine      |                         | 37:55 | Warner Bros. Records |

### Samlingsalbum
| Album               | Lanseringsdatum | Lanseringsproducent | Inspelad | Längd | Skivbolag       |
| ------------------- | --------------- | ------------------- | -------- | ----- | --------------- |
| Notes from the Past | 30 oktober 2007 |                     |          |       | Victory Records |